# 石凤
石鳳（1463年—？），字文瑞，直隶真定府獲鹿縣人，軍籍，明朝政治人物。同進士出身。

## 生平
弘治五年（1492年）壬子科顺天府鄉試第六十六名舉人。弘治十二年，登己未科會試第一百二十五名，二甲七十三名進士，正德七年官邵阳县知县，历官宝庆府知府，十二年正月考察閑住。

## 家族
曾祖石二老；祖石福；父石清。母王氏。慈侍下。兄石鸞。